# Jurickson Profar
Jurickson Barthelomeus Profar (Willemstad, 20 febbraio 1993) è un giocatore di baseball olandese, originario di Curaçao, interno per gli San Diego Padres della Major League Baseball.

## Carriera

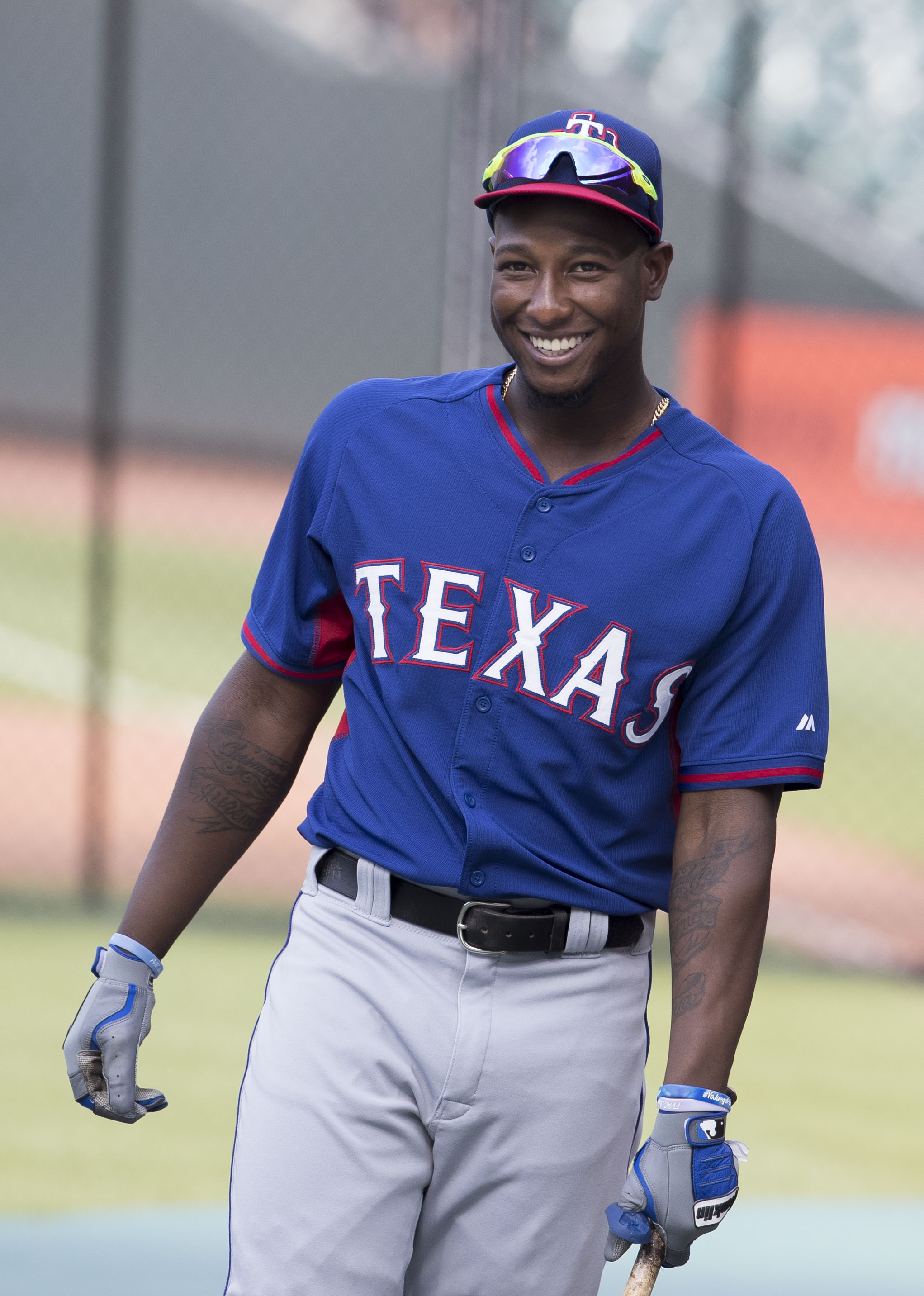
Profar con i Rangers nel 2016

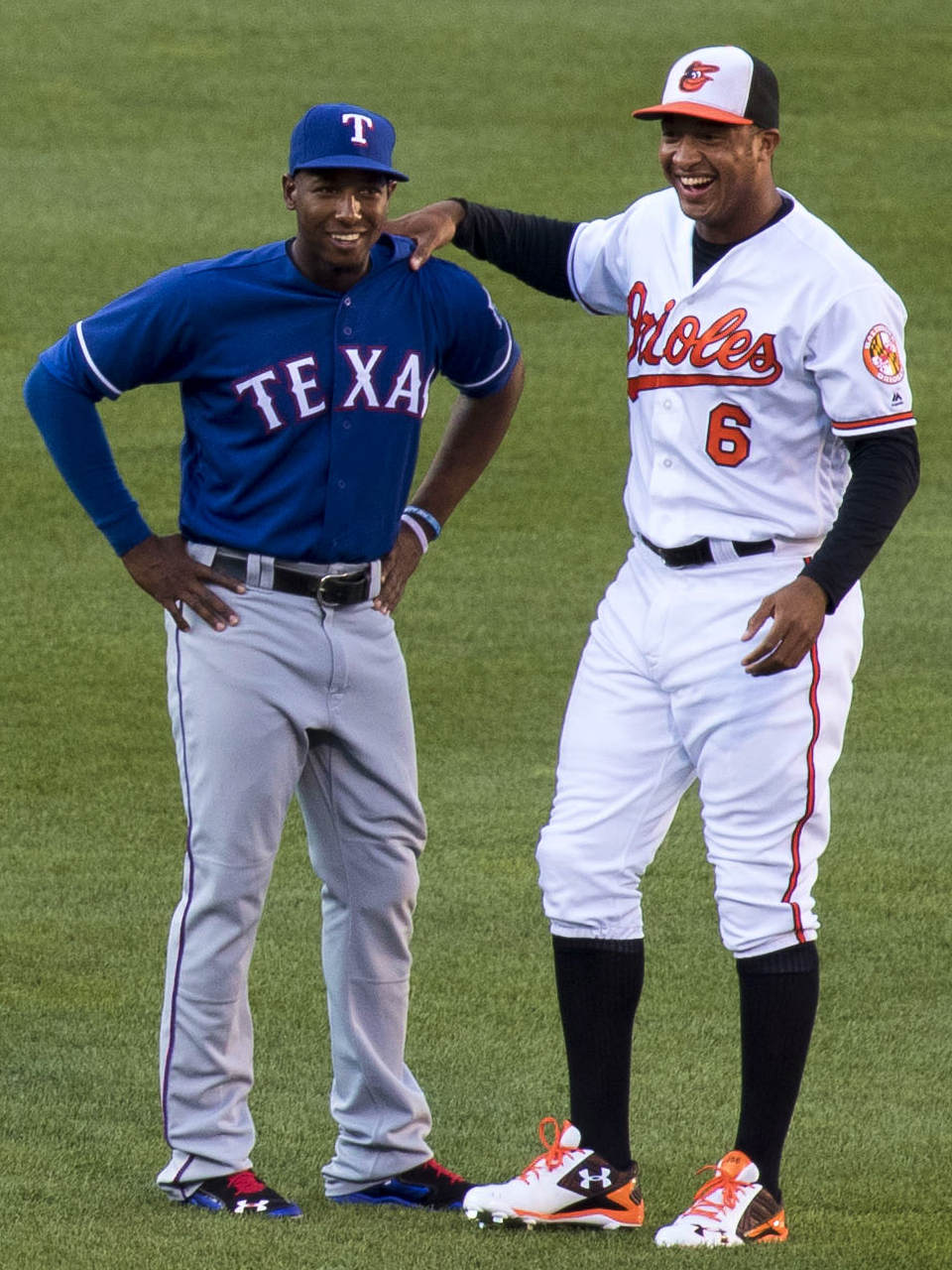
Profar (sinistra) assieme al connazionale Jonathan Schoop nel 2016

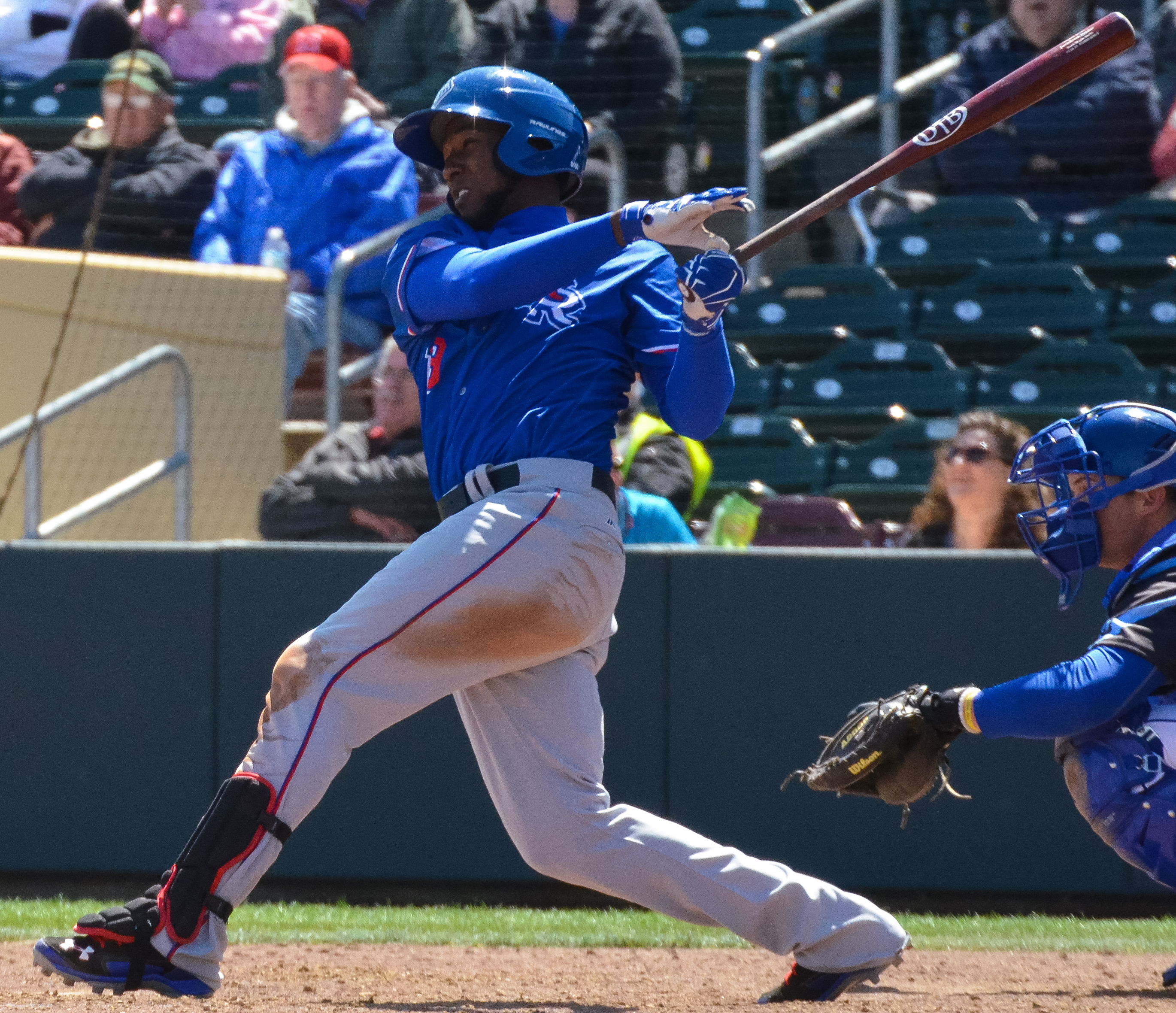
Profar in battuta nella stagione di minor league 2016

### Inizi e Minor League (MiLB)
Nato nell'isola caraibica di Curaçao, Profar partecipò da ragazzo alle Little League World Series 2004 e 2005, aiutando la sua squadra a vincere nella prima occasione e subendo la sconfitta assieme a loro nel secondo caso.
Profar firmò con i Texas Rangers il 2 luglio 2009. Altre squadre tentarono di ingaggiarlo come lanciatore, ma i Rangers lo convinsero ingaggiandolo come interbase, ruolo preferito dal giocatore. Iniziò a giocare nel 2010 nella classe A-breve e nel 2011 giocò nella classe A. Sempre nel 2011, venne convocato per l'All-Star Futures Game. Cominciò la stagione 2012 nella Doppia-A.

### Major League (MLB)
Profar debuttò nella MLB il 2 settembre 2012, come seconda base, al Progressive Field di Cleveland contro i Cleveland Indians, battendo un fuoricampo come prima valida, nel suo primo turno di battuta, e un doppio nel suo turno successivo. Fu anche il primo giocatore nato nel 1993 a giocare nella MLB e il più giovane nelle stagione 2012 e 2013. Terminò la stagione con 9 partite disputate nella MLB e 126 nella Doppia-A.
Iniziò la stagione 2013 nella Tripla-A e tornò nella MLB a maggio. Proprio in quel mese, il giorno 26, colpì il suo secondo home run di carriera, contro i Mariners.
Dopo la conclusione della stagione 2013, il seconda base dei Rangers, Ian Kinsler, venne scambiato e fu ufficializzata la volontà della franchigia di rendere titolare Profar, proprio in quel ruolo.
Profar iniziò la stagione 2014 nella lista degli infortunati per 60 giorni. Il suo rientro previsto per metà giugno, venne smentito dai Rangers il 22 maggio, quando annunciarono che il giocatore avrebbe saltato l'intera stagione per l'infortunio alla spalla subito.
Il 23 febbraio 2015, subì un'operazione chirurgica alla spalla, perdendo anche la stagione 2015.
Tornò in campo nel 2016, inizialmente nella Tripla-A e dalla fine di maggio nella MLB, in sostituzione del sospeso Rougned Odor. Avendo dimostrato in quel periodo buone prestazione, Profar venne reintegrato in prima squadra. Concluse la stagione con 90 presenze nella MLB e 42 nella Tripla-A.
Nel 2017, giocò prevalentemente nella Tripla-A apparendo in 87 partite, e disputandone solo 22 nella MLB.
Nel 2018, Profar giocò la sua prima stagione integrale nella MLB, disputando 146 incontri.
Il 21 dicembre 2018, in uno scambio che coinvolse tre franchigie, i Rangers scambiarono Profar con gli Oakland Athletics e il giocatore di minor league Rollie Lacy con i Rays, ottenendo in cambio il giocatore di minor league Eli White e un "international bonus slot money" di 750.000 dollari dagli Athletics, e Kyle Bird, Brock Burke e il giocatore di minor league Yoel Espinal dai Rays.
Il 2 dicembre 2019, gli Athletics scambiarono Profar con i San Diego Padres per Austin Allen e un giocatore da nominare in seguito. I Padres inviarono il 12 dicembre, il giocatore di minor league Buddy Reed, completando lo scambio.

## Nazionale
Dopo l'avanzamento alle semifinali della Nazionale di baseball dei Paesi Bassi ai World Baseball Classic 2013, l'allenatore della squadra Hensley Meulens, chiese ai Rangers di avere Profar nella nazionale olandese. I Rangers acconsentirono e Profar partecipò al torneo. Nel 2017 venne convocato e partecipò alla quarta edizione del World Baseball Classic.

## Palmares

### Minor League
- MVP della South Atlantic League: 1

2011
- Futures All-Star: 2

2011, 2012